# Cerkiew Wniebowstąpienia Pańskiego w Kijowie (rejon hołosijiwski)

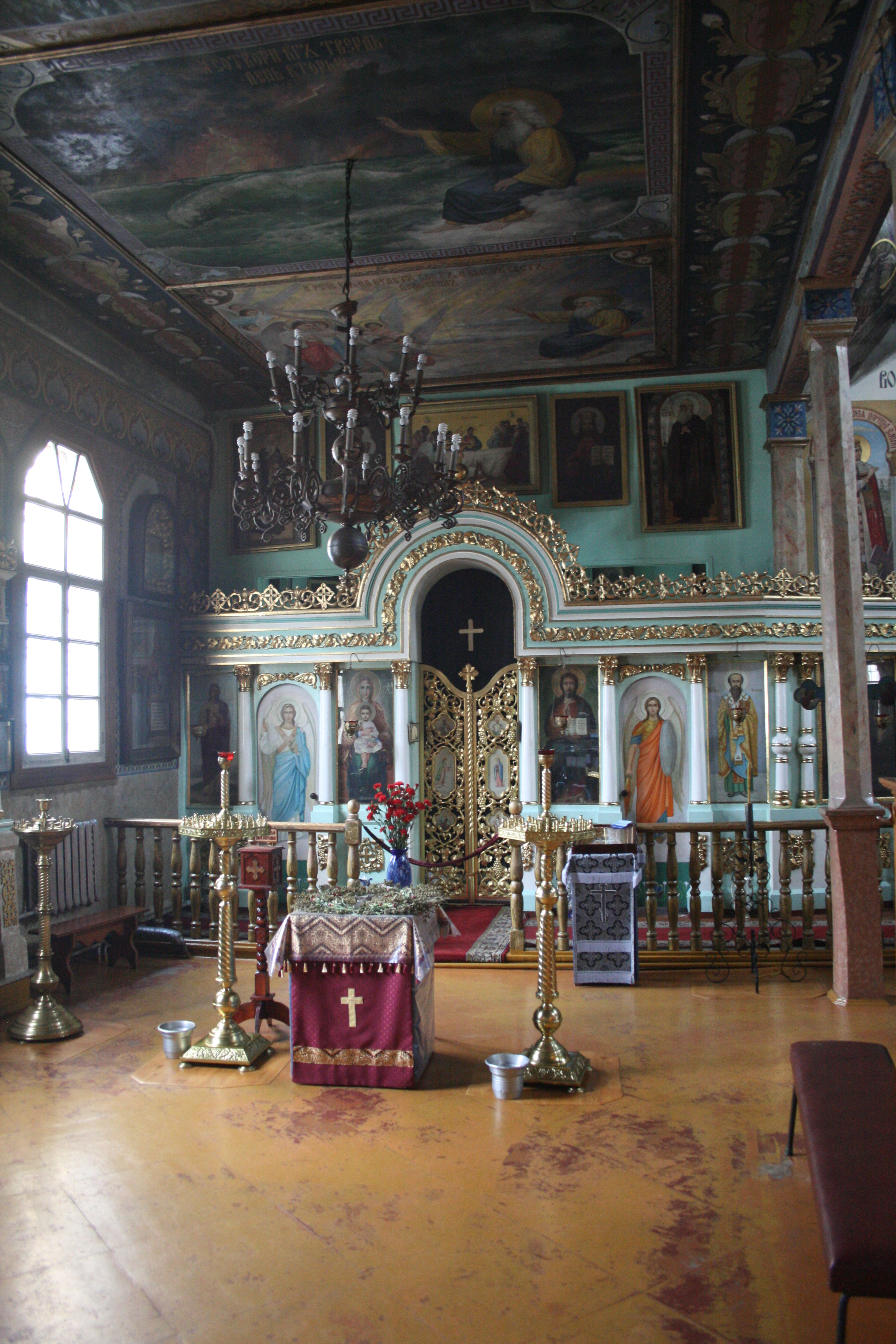
Wnętrze (2014)

Cerkiew Wniebowstąpienia Pańskiego – prawosławna cerkiew parafialna w Kijowie, w rejonie hołosijiwskim, dawniej we wsi Demijiwka. Świątynia należy do eparchii kijowskiej Ukraińskiego Kościoła Prawosławnego Patriarchatu Moskiewskiego.

## Historia
Cerkiew usytuowana jest w prawobrzeżnej części Kijowa, na obrzeżach dawnej wioski Demijiwka, przy drodze do Wasylkowa. Została zbudowana w 1883 r. z fundacji Rauzera, dyrektora zakładów rafinacji cukru. Od momentu wyświęcenia w tym samym roku jest nieprzerwanie czynna.
W 1900 r. budowla sakralna została znacząco rozbudowana. Gruntownie przebudowano zachodni ołtarz boczny pod wezwaniem św. Bazylego Wielkiego, dzwonnicę przeniesiono na elewację obiektu, cały budynek obłożono cegłą, we wnętrzu urządzono chóry, przeprowadzono również kapitalny remont pozostałej części wnętrza. Koszty renowacji pokrył starosta cerkiewny Simieon Trawkin. W tym samym roku wioskę Demijiwka (w j. ros. Diemijewka) włączono w granice Kijowa. Na początku XX w. parafia prowadziła szkołę parafialną, w 1915 r. wzniesiono dla niej nowy budynek. Dwa lata później liczbę wiernych należących do parafii obliczono na 4 tys. ludzi. 
W 1990 r. wzniesiono nową dzwonnicę cerkiewną, nie wiadomo jednak, kiedy i z jakiego powodu zniszczona została poprzednia. W tym samym roku pozłocono krzyże na cerkiewnych kopułach.

## Związani z cerkwią
W 1907 r. w świątyni miał miejsce ślub pisarki i poetki Łesi Ukrainki (Łarysy Kosacz) z Kłymentijem Kwitką
W latach 1968–1969 proboszczem miejscowej parafii był ks. Aleksiej Iljuszczenko, później arcybiskup Warłaam.
W latach 1979–1988 parafianką cerkwi była Alipia (Awdiejewa), mniszka otaczana nieformalnym kultem w Kijowie.